# Sweep Rock
Der Sweep Rock ist ein Klippenfelsen vor der Georg-V.-Küste im Australischen Antarktis-Territorium. Er gehört zu den Mackellar-Inseln in der Commonwealth-Bucht und liegt unmittelbar nordwestlich des Kap Denison.
Teilnehmer der Australasiatischen Antarktisexpedition (1911–1914) unter der Leitung des australischen Polarforschers Douglas Mawson entdeckten ihn. Benannt ist er nach einem der Schlittenhunde der Forschungsreise. Dieser wiederum war benannt nach der englischsprachigen Bezeichnung für ein bestimmtes Wettverfahren, das unter den Expeditionsteilnehmern beliebt war.